# 范汪
范 汪（はん おう、生没年不詳）は、東晋の官僚・政治家。字は玄平。本貫は南陽郡順陽県。

## 経歴
范稚の子として生まれ、祖父の范晷は雍州刺史をつとめた。幼くして父を失い、6歳で長江を南に渡って、母方の新野庾氏を頼った。荊州刺史の王澄に「范氏の一族を興す者は、必ずこの子である」と評された。13歳で母を失うと、粗衣粗食の貧寒の生活の中で、薪に書写して学問に励んだ。広い分野の学問に通じ、名理の談論を得意とするようになった。弱冠にして建康に入ったが、蘇峻の乱に遭遇し、官軍が敗れたため、范汪は西方に逃亡した。庾亮と温嶠が尋陽に兵を駐屯させていたが、交通が断絶して、蘇峻の反乱軍についての情報が入らず、反乱軍の強勢を恐れて進軍できないでいた。范汪がやってきて、温嶠らと面会すると、反乱軍の統制が混乱して、暴行や略奪が横行している実態を伝え、進軍して討つよう勧めた。護軍と平南の両府から辞令が交付され、范汪は参護軍事となった。咸和4年（329年）、蘇峻の乱が鎮圧されると、范汪は都郷侯の爵位を受け、庾亮の下で平西参軍となった。
咸和5年（330年）、郭黙の乱の征討に従い、亭侯に爵位を進めた。郗鑒に召し出されて、その下で司空掾をつとめ、宛陵県令に任じられた。後に再び庾亮の下で征西参軍事となり、荊州別駕に転じた。范汪は庾亮の補佐役をつとめること十数年にわたり、厚遇を受けた。鷹揚将軍・安遠護軍・武陵国内史に転じ、建康に召還されて中書侍郎に任じられた。
建元元年（343年）、庾翼が北伐を企図して、軍を安陸に駐留させ、ほどなく襄陽に移転した。范汪は4カ条の懸念を列挙して、庾翼に北伐を思いとどまらせるよう康帝に上奏した。ほどなく何充が輔政の任にあたると、范汪は召し出されて驃騎長史をつとめた。
永和元年（345年）、桓温が庾翼に代わって荊州刺史となると、范汪は召し出されて安西長史となった。永和2年（346年）、桓温が成漢に対して西征すると、范汪は荊州の留守を委ねられた。永和3年（347年）、桓温により成漢が滅ぼされると、范汪は武興県侯の爵位に進んだ。桓温が長史や江州刺史の任に推挙したが、范汪はいずれも就任しなかった。自ら願い出て建康に帰り、東陽郡太守の任を猟官した。桓温はこのことで范汪を憎んだ。范汪は東陽郡で学校を開設し、善政で知られた。ほどなく建康に召還され、中領軍・揚州大中正に転じた。ときに会稽王司馬昱が輔政の任にあたっていたが、范汪は司馬昱と親しくつきあった。升平5年（361年）、都督徐兗青冀幽五州諸軍事・安北将軍・徐兗二州刺史に任じられた。
桓温の北伐にあたって、范汪は兵を率いて梁国を出立するよう命じられたが、時期に間に合わなかったため、免官されて庶人とされた。朝廷では桓温の権勢をはばかって、范汪を擁護する者もなかった。范汪は呉郡に蟄居して、市井で学問の講義をおこなった。後に姑孰に入って、桓温と面会した。桓温は再び范汪を任用しようとしたが、范汪が「亡くなった子をこの地に埋葬するために来たものです」と言ったので、あきらめて取りやめた。范汪は自邸で死去した。享年は65。散騎常侍の位を追贈された。諡は穆といった。

## 子女
- 范康（長男、早逝）
- 范寧

## 伝記資料
- 『晋書』巻75 列伝第45